# Atsipades
Atsipades (en griego, Ατσιπάδες) es una localidad de Grecia ubicada en la isla de Creta. Pertenece a la unidad periférica de Rétino y al municipio de Agios Vasilios. En el año 2011 contaba con una población de 31 habitantes.

## Yacimiento arqueológico
Cerca de este pueblo, en el monte Kurupas, hay un yacimiento arqueológico con restos de la civilización minoica. Fue descubierto en 1985 por Krzysztof Nowiki y excavado en 1989 por un equipo dirigido por Alan Peatfield.
Las excavaciones llevadas a cabo indican que aquí se hallaba un santuario de montaña del periodo minoico. El punto central del santuario presenta la característica de tener una gran concentración de guijarros. No hay restos arquitectónicos pero sí se encontraron miles de fragmentos de figurillas de arcilla y de cerámica. Entre las ofrendas predominan figurillas de ganado y otros objetos que parecen representar falos. También hay figurillas antropomorfas, tanto masculinas como femeninas. Entre la cerámica se han encontrado ritones —algunos con forma de cabeza de toro—, pithoi, tazas, lámparas y recipientes en forma de trípode. Otros hallazgos incluyen un sello de arcilla y una hoja de obsidiana. A diferencia de otros santuarios minoicos, aquí no se han encontrado indicios de fuego ni de sacrificios de animales.